# L'Agence de verre

L'Agence de verre (en persan آژانس شیشه‌ای) est un film iranien d’Ebrahim Hatamikia sorti en 1998.

## Synopsis
Abbas, ancien combattant volontaire de la guerre Iran-Irak, vient suivre un traitement médical à Téhéran. Les analyses révèlent la présence d’un éclat d’obus près de son artère. Il est immédiatement envoyé dans une clinique spécialisée à Londres, accompagné de son ancien commandant. Mais à l’approche du nouvel an, ils doivent affronter la bureaucratie locale et le mépris du directeur de l’agence de voyages.

## Fiche technique
- Titre original : Ajanse Shishehi
- Titre français : L'Agence de verre
- Réalisation : Ebrahim Hatamikia
- Pays :  Iran
- Genre : Drame
- Langue : Persan
- Durée : 114 minutes
- Date de sortie : 1998

## Distribution
- Parviz Parastui : Haj Kazem
- Reza Kianian : Salahshoor
- Habib Rezaei : Abbas Heydari
- Asghar Naghizadeh : Asghar
- Bita Badran : Narges
- Ghasem Zareh : Ahmad Kuhi
- Behrouz Shoeibi : Salam
- Farshid Zarei Fard : le directeur d'agence
- Majid Moshiri
- Ezzatollah Mehravaran
- Nasrin Nakisa
- Mehrdad Falahatgar
- Mohammad Hatami
- Sadegh Safai

## Récompenses
- Simorgh de cristal du meilleurs films au vingtième Festival du film de Fajr en 1998.
- Simorgh de cristal du meilleur réalisateur pour Ebrahim Hatamikia au vingtième Festival du film de Fajr en 1998.
- Simorgh de cristal du meilleur scénario pour Ebrahim Hatamikia au vingtième Festival du film de Fajr en 1998.
- Simorgh de cristal du meilleur acteur du rôle principal pour Parviz Parastui au vingtième Festival du film de Fajr en 1998.
- Simorgh de cristal du meilleur acteur du Rôle de soutien pour Reza Kianian au vingtième Festival du film de Fajr en 1998.
- Simorgh de cristal du La musique et l'édition pour Majid Entezami et Hayedeh Safiyari au vingtième Festival du film de Fajr en 1998.